# Бели Искър (река)
Бели Искър е река в България, Рила, Софийска област – община Самоков, дясна съставяща на река Искър. Дължината ѝ е 28 km. Река Бели Искър се приема на начало на река Искър.
Река Бели Искър изтича от Канарското езеро (на 2270 m н.в.), северно от връх Реджепица (2677,8 м) в Рила. Тече в северна посока в дълбока долина със стръмни склонове и голям наклон. На 500 м северно от село Бели Искър, на 1047 m н.в. се съединява с идващата отляво река Черни Искър и двете реки образуват река Искър.
Площта на водосборния басейн на реката е 91 km2, което представлява 1% от водосборния басейн на река Искър.
Основен приток на Бели Искър е Прека река, вливаща се отляво на 1,4 km след язовир „Бели Искър“, по-надолу отдясно се вливат малките реки Люти дол и Тошов дол.
Пълноводието на реката е в периода от април до юли, а минимумът – от август до октомври. Подхранването е предимно снегово.
По течението на Бели Искър е разположено само село Бели Искър.
Водите на Черни Искър се използват за производство на електроенергия – язовир „Бели Искър“ (ВЕЦ „Бели Искър“) и водоснабдяване.

## Топографска карта
- Лист от карта K-34-72. Мащаб: 1 : 100 000.